# Martin Dzúr
Martin Dzúr (Ploštín, 12 luglio 1919 – Praga, 15 gennaio 1985) è stato un generale e politico cecoslovacco, fu ministro della difesa della Repubblica Socialista Cecoslovacca dal 1968 al 1985.

## Biografia
Dzúr entrò  nell'Esercito slovacco nel 1941 per svolgere il servizio militare obbligatorio, ma nel 1943 disertò e si rifugiò in Unione Sovietica. Quello stesso anno entrò nell'Armata Rossa e si iscrisse al Partito Comunista di Cecoslovacchia allora illegale. Successivamente comincio a servire nella 119ª brigata sovietica. Nel 1946 dopo la fine della Seconda guerra mondiale divenne capitano nella brigata indipendente cecoslovacca addestrata dai sovietici.
Nel 1959, fu nominato vice-ministro della difesa. Fu nominato effettivo ministro della difesa al posto di Bohumír Lomský dal presidente Ludvík Svoboda nell'aprile del 1968. Quattro mesi dopo la sua nomina l'URSS invase la Cecoslovacchia nell'agosto del 1968. Negli immediati momenti in seguito all'invasione, fu arrestato nel suo ufficio da due ufficiali sovietici. Ivan Eršov capo di stato maggiore sovietico durante l'invasione, affermò nel 1989 che Dzúr si rifiutò inizialmente di prendere ordini dai sovietici, argomentando che solo Alexander Dubček, segretario del Partito Comunista Cecoslovacco, poteva dargli degli ordini. Dopo tale episodio, Andrej Grečko, ex comandante del Patto di Varsavia, telefonò a Dzúr avvertendolo che se "solo un soldato cecoslovacco avesse sparato un solo colpo, lo avrebbe personalmente impiccato". Dzúr ebbe solo il permesso di chiamare Dubček per informarlo dell'invasione. Il 28 settembre 1968 incrementò il numero delle postazioni militare cecoslovacche accessibili ai sovietici.
Dzúr fu eletto nel comitato centrale del Partito Comunista di Cecoslovacchia nel 1971. Il suo mandato come ministro della difesa fini l'11 gennaio 1985 quando si ritirò per problemi di salute. Fu rimpiazzato da Milán Václavík.
Dzúr fu uno dei più stretti alleati di Alexander Dubček. In un rapporto della CIA del 1970 fu descritto come un moderato al pari di Dubček.

### Morte
Dzúr morì il 15 gennaio 1985, solo tre giorni dopo essersi dimesso a causa di una "seria e lunga malattia".